# Краснофлотский (Краснодарский край)
Краснофло́тский — посёлок в Ейском районе Краснодарского края.
Входит в состав Ейского городского поселения.

## География
Посёлок находится у юго-западной границы города Ейск, административного центра района.

## Население
| 2002 | 2010  |
| ---- | ----- |
| 2026 | ↗2205 |

## Улицы
| - ул. Балева, - ул. Гаражная, - ул. Казачья, - ул. Комсомольская, - ул. Куйбышева, - ул. Лебеденко, | - ул. Лубянецкого, - ул. Ляпидевского, - ул. Октябрьская, - ул. Парниковая, - ул. Пролетарская, - ул. Садовая, | - ул. Светлая, - ул. Соболя, - ул. Солнечная, - ул. Степная, - ул. Центральная, - ул. Чепеги. |

## Инфраструктура
В посёлке функционируют средняя школа № 11, детский сад № 27, дом культуры, почтовое отделение, а также военная часть ПВО (на южной окраине).